# You Will Only Break My Heart
You Will Only Break My Heart este o melodie a cântăreței Delta Goodrem. Single-ul a fost lansat în 2008 în Australia, atingând poziția cu numărul 14. You Will Only Break My Heart a avut cea mai slabă clasare în ARIA Singles Chart din întreaga careră a artistei, după „I Don't Care”.

## Lista Melodiilor
CD single
1. „You Will Only Break My Heart” — 3:06
2. „Black Velvet” (Live at Max Sessions) — 4:47
3. „You Will Only Break My Heart” (Diamond Cut remix) — 3:43
4. „You Will Only Break My Heart” (Ah Ah Ah Ah Sing Along mix) — 3:07
5. „Believe Again” (Interpretare AFI - videoclip)
6. „Believe Again” (Interactive U-MYX remix)

iTunes Australia EP
1. „You Will Only Break My Heart” — 3:06
2. „Black Velvet” (Live la Max Sessions) — 4:47
3. „You Will Only Break My Heart” (Diamond Cut remix) — 3:43
4. „You Will Only Break My Heart” (Ah Ah Ah Ah Sing Along remix) — 3:07
5. „Believe Again” (Diamond Cut remix) — 4:46

## Clasamente
| Clasament                | Poziția Maximă |
| ------------------------ | -------------- |
| Australian Singles Chart | 14             |